# Seis problemas para don Isidro Parodi
Seis problemas para don Isidro Parodi es un libro de cuentos de  H. Bustos Domecq, seudónimo de los escritores  argentinos Jorge Luis Borges y Adolfo Bioy Casares. Fue publicado por primera vez por Emecé, en 1942.
El libro es el primero que escribieron en conjunto Borges y Bioy Casares. En colaboración, le siguieron: Dos fantasías para la Muerte (como H. Bustos Domecq), en 1946; Un modelo para la muerte (como B. Suárez Lynch), en 1946; Crónicas de Bustos Domecq (con sus nombres), en 1967; Nuevos cuentos de Bustos Domecq (con sus nombres), en 1977.
El seudónimo de Bustos Domecq fue creado con el apellido del bisabuelo materno de Borges, y Domecq, el de la abuela paterna de Bioy Casares. Ninguno de los dos escritores reveló ser Bustos Domecq hasta el año 1967. 
El lenguaje del libro es el del habla popular en los años 1940, con el empleo de muchos términos caídos en desuso. El estilo es un tanto recargado y por completo ajeno a los estilos conocidos de Borges y Bioy Casares, lo que hace casi imposible reconocerlos en la escritura.
El libro se aparta de los lineamientos clásicos de las historias policiales y tiende a parodiar en la figura de Isidro Parodi a los detectives de G. K. Chesterton (El Padre Brown),  Edgar Allan Poe (Auguste Dupin) y Arthur Conan Doyle (Sherlock Holmes). A diferencia de ellos, Parodi no tiene un interlocutor menos inteligente y analítico a quien contarle sus descubrimientos. Tampoco tiene la misma movilidad ya que se encuentra preso.

## El personaje principal
Isidro Parodi es un peluquero condenado de manera injusta a veintiún años de prisión en la Penitenciaría Nacional por el asesinato del carnicero del barrio. Parodi no cometió el crimen, pero la policía lo inculpó para dejar libre al verdadero asesino, un integrante de la banda de Pata Santa. Como el Pata Santa es un importante elemento para conseguir votos en las elecciones para el caudillo de la zona, la policía culpa a Parodi para proteger al otro. La acusación contra Parodi la inició un inquilino que él tiene y que era escribiente en la comisaría. El policía le debía un año de alquiler y, para librarse de pagar, inculpó a Parodi. 
Él se encarga de resolver los misterios a través de los relatos de los testigos.

## Contexto
Seis problemas para don Isidro Parodi comienza con una biografía de su autor: El doctor Honorio Bustos Domecq, escritor nacido en Pujato, provincia de Santa Fe, y residente de la ciudad de Rosario. Le sigue un prólogo escrito por Gervasio Montenegro, miembro de la Academia Argentina de Letras y que, también, interviene como personaje en varios de los cuentos, con diferentes oficios, pero manteniendo su pedantería.
Como lo indica el título, los cuentos son seis. En ellos hay un misterio a resolver y uno o dos misterios secundarios.  

### Los cuentos
Las doce figuras del mundo: Es el cuento que abre las restantes historias. El periodista Aquiles Molinari, recientemente encarcelado por un crimen, visita a Parodi en su celda para contarle los hechos que acabaron con la muerte del doctor Abenjaldún, líder de una secta de la comenzaba a formar parte. Molinari está convencido de ser el asesino, pero Parodi le demostrará que los hechos no ocurrieron como él cree.
Las noches de Goliadkin: El actor Gervasio Montenegro (el mismo que aparece como prologuista) es acusado de robar una joya y asesinar a dos personas en un largo viaje en tren desde La Paz a Buenos Aires. Preso como Parodi, va a su celda no demasiado convencido de que el peluquero pueda solucionar el caso. Montenegro ha compartido el camarote con un ruso comerciante en joyas. Goliadkin lleva una muy costosa joya que le robó a su amante. Al enterarse de que ella se encuentra en Buenos Aires en mala situación económica, decidió viajar para devolverle la joya y mostrarle que su amor fue sincero, pero es asesinado.
El dios de los toros: Narra los hechos ocurridos por unas cartas que fueron robadas.
Las previsiones de Sangiácomo: Una serie de asesinatos son parte de una venganza personal, misterio que Parodi revelará.
La víctima de Tadeo Limardo: Tulio Savastano se acerca a la celda de Parodi para contarle del asesinato de Tadeo Lisardo en un hotel. El cuento es una parodia de los cuentos policiales clásicos y es el que mejor expresa el humor de los autores.
La prolongada búsqueda de Tai An: La historia comienza en China y el desenlace ocurre en Buenos Aires. La joya principal de un templo ha sido robada de un templo. Ladrón y perseguidor conviven varios años en la misma casa em Buenos Aires. El perseguidor no consigue encontrar la joya y no puede denunciar al ladrón porque perdería la jya para siempre. En la misma casa, viven otras personas. Una de ellas le relata a Parodi los hechos buscando un consejo sobre qué hacer para encontrar la joya. Tal An, el perseguidor ha sido asesinado y por eso la joya no se recuperará nunca.